# Château du Birkenfels
Le château du Birkenfels est un château situé dans la forêt d'Obernai, sur la commune d'Ottrott (Bas-Rhin). Les ruines du château du Birkenfels sont classées monument historique depuis le 16 novembre 1984.

## Historique
Le château du Birkenfels a été peut-être construit vers 1260 par Burkhard Beger, un ministériel de l'évêque de Strasbourg. Le château est situé sur le domaine d'Obernai, une terre impériale sur laquelle ni les Beger ni l'évêque n'ont de droit. On peut donc supposer que le château fut construit pendant le grand interrègne (affaiblissement de la puissance impériale) et avant la bataille d'Hausbergen. La première mention du château date de 1289 quand Rodolphe de Habsbourg régularise l'occupation du terrain contre un loyer annuel d'une livre de cire payable à la chapelle de la Vierge d'Obernai.
Le château de Birkenfels ne présente aucune valeur stratégique et sa construction ne peut s'expliquer que par un désir des Beger, une famille de ministériaux épiscopaux, de matérialiser leur appartenance à la noblesse qu'ils devaient envier. Il n'existe que peu de documents sur le château et malgré les fouilles archéologiques menées par l'ASAM, son histoire reste très imprécise. Les fouilles ont montré un remaniement de la basse cour et du système de défense de l'entrée, à la fin du XVe siècle. Une analyse monumentale fine laisse supposer un incendie dont on n'a trouvé de trace ni dans les parties fouillées, ni dans les archives historiques.
Le château du Birkenfels appartenait aux Beger jusqu'en 1532, puis à la famille de Mundolsheim jusqu'à la Révolution française. Le château tomba en ruines après la guerre de Trente Ans et fut cédé à la ville d'Obernai. Il fait dorénavant partie de la forêt indivise d'Obernai-Bernardswiller. Il permettait auparavant de surveiller l'ancienne route romaine allant du mont Sainte-Odile au Champ du Feu et à la vallée de la Bruche.

## Description
De ce château incendié au XIVe, restauré au XVe et abandonné au XVIe siècle il ne reste que des vestiges. Nicolas Mengus, précise que son donjon pentagonal dont la construction débuta dans la seconde moitié du XIIIe siècle ne fut jamais achevé, comme le laissent supposer les blocs de pierre encore stockés dans le fossé.
Une pièce servant de geôle, accessible par une trappe et équipée d'une latrine est aménagée à la base du donjon.

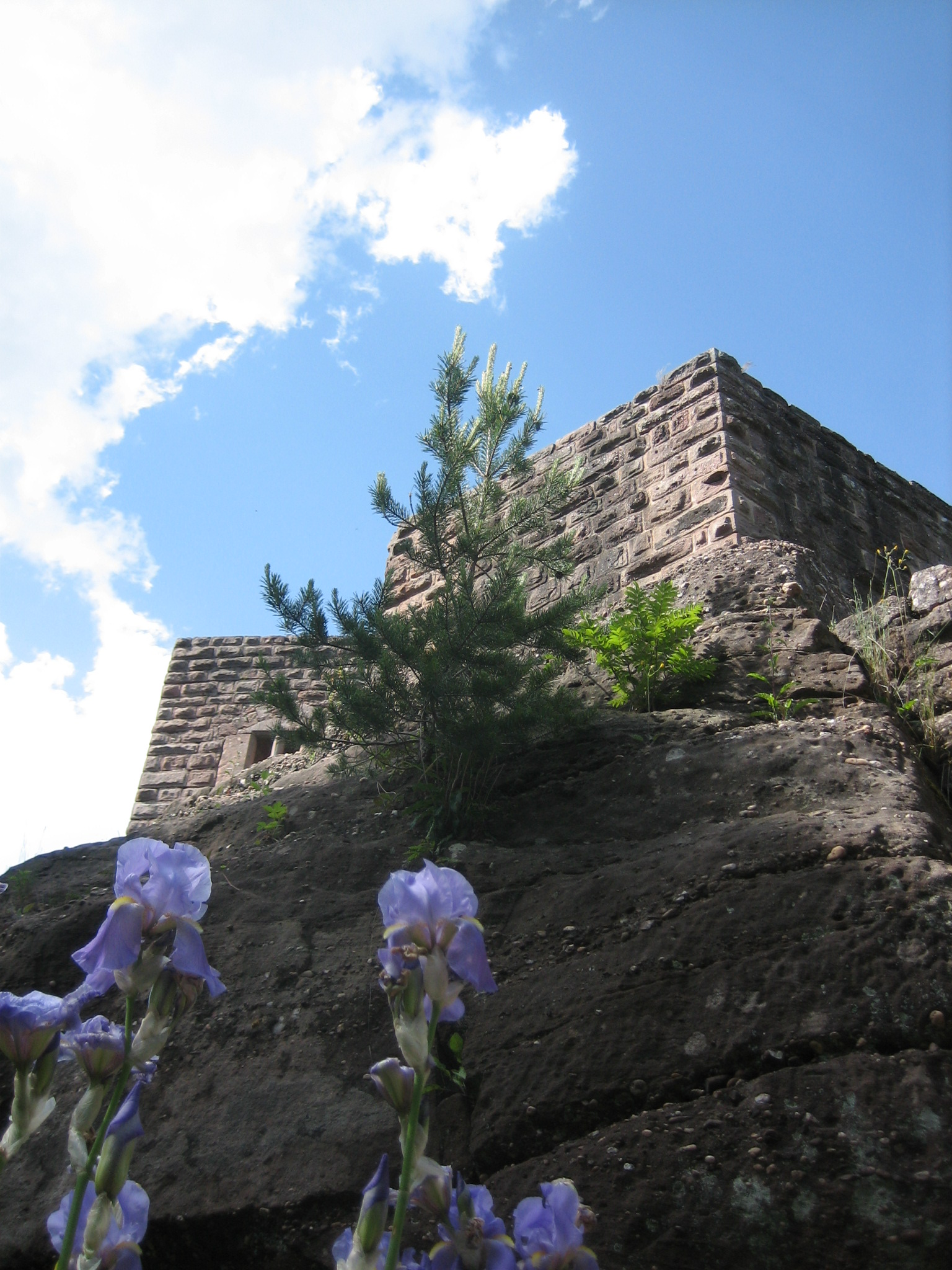
Tour.
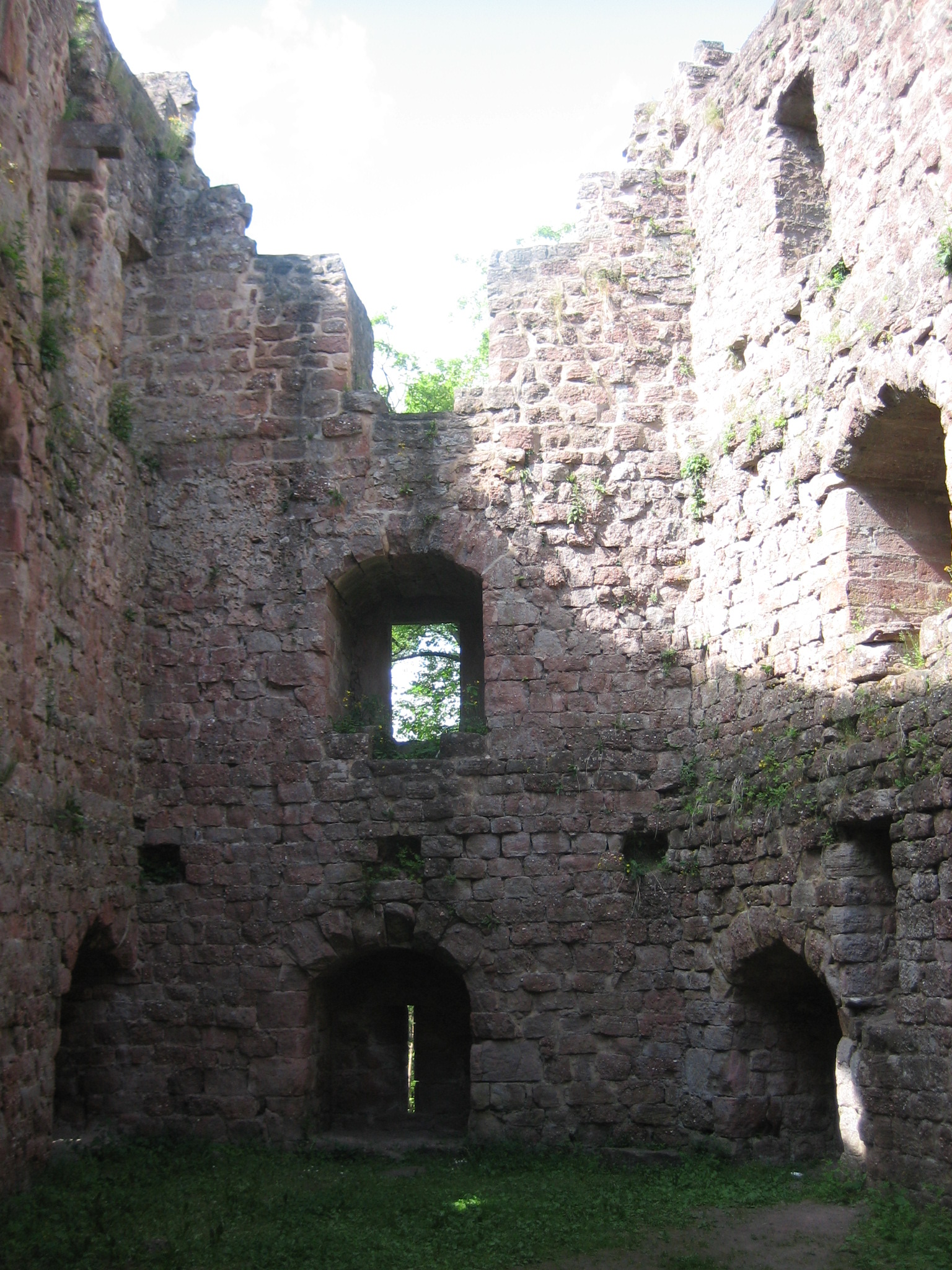
Cour intérieure.